# 81
81 је била проста година.

## Догађаји
- Марко Улпије Трајан (будући цар) постаје квестор.
- 81-96 - Римски цар Домицијан, Тит Флавије, други син Веспазијана.

### Септембар
- 14. септембар — Домицијан наслеђује свог преминулог брата Тита као римски цар. С обзиром да, за разлику од своја два претходника, није војник, Домицијан недостатак славе и популарности међу легионарима настоји надокнадити мерама за јачање самог царског положаја, односно изменама римског устава у смеру монархије; Домицијан у ту сврху за себе узима титулу Dominus, изазвавши скандал међу конзервативном сенатском аристократијом. Исто тако настоји да ојача романизацију у провинцијама, као и да стекне подршку тамошњег становништва именовањима хиспанских, галских и афричких првака сенаторима.

## Смрти
- 13. септембар — Тит, римски цар (р. 39)